# Fatick
Fatick é uma cidade do Senegal, localizada entre M'bour e Kaolack e habitada pelo povo Serer. Sua população em 2005 foi estimada em 24.243. É a capital da região de Fatick e do departamento de Fatick.